# Ciccioli

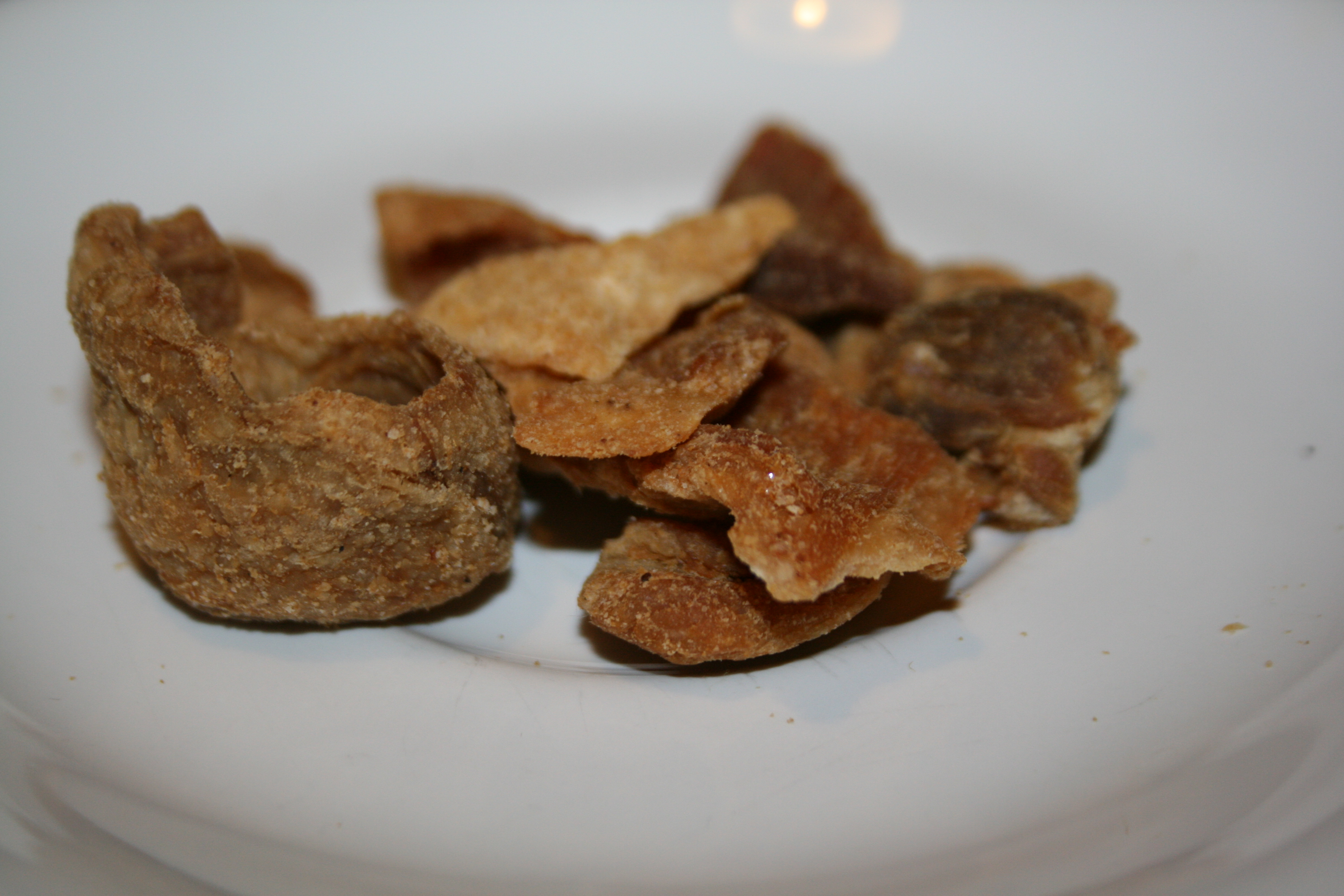
Ciccioli en su forma seca

Los ciccioli son tortas prensadas de grasa de cerdo típicas de la gastronomía de Italia. Se les conoce con este nombre en la región de Emilia Romagna, y son particularmente populares en Modena, Reggio Emilia, Bolonia y Parma. En Nápoles son llamados cicoli. En las regiones de Lacio y Umbria se llaman sfrizzoli. En la región de Calabria se llaman risimugli.
Se preparan comprimiendo, secando y curando trozos de grasa de cerdo. Estos trozos se comprimen utilizando una prensa especial que envuelve la carne en una tela de saco, luego la aprieta por varias semanas para remover el exceso de líquidos. Los ciccioli pueden ser preparados en húmedo, para ser servidos cortados en rebanadas, o en forma seca y crujiente, a menudo llamados ciccioli frolli.